# Friedrich Otto von und zu Westerholt und Gysenberg
Friedrich Otto Graf von und zu Westerholt und Gysenberg (* 16. Juli 1814 im Schloss Westerholt; † 20. Februar 1904 ebenda) war ein preußischer Rittergutsbesitzer und Abgeordneter.
Von und zu Westerholt und Gysenberg war der älteste Sohn von Wilhelm von und zu Westerholt und Gysenberg und dessen Ehefrau Freiin Martha Charlotte von Fürstenberg. Er war katholischer Konfession und heiratete Sophie Freiin von Fürstenberg. Der gemeinsame Sohn Egon von und zu Westerholt und Gysenberg (1844–1923) wurde ebenfalls Abgeordneter. Er lebte als Fideikommissherr auf Schloss Westerholt. 1858 nahm er am Provinziallandtag der Provinz Westfalen teil. Er war als Stellvertreter in der Kurie der Ritterschaft im Wahlbezirk West-Münster gewählt worden.